# Leopoldo Pellas
Leopoldo Pellas (Perugia, 1º gennaio 1897 – Caposile, 26 maggio 1918) è stato un militare italiano.
Figlio di Rinaldo e di Elvira Frullini, morì combattendo a Caposile, sul Piave. È stato insignito della medaglia d'oro, conferita il 26 ottobre 1919.

Anche il fratello Demetrio, poco più grande di Leopoldo (Perugia, 20 novembre 1894), morì in combattimento nel 1917 e per questo ebbe la Medaglia d'Argento al Valor Militare.

## Biografia
Leopoldo Pellas nacque a Perugia, dove il padre Rinaldo e la madre Elvira Frullini si sposarono nel 1888: una lapide sistemata in un palazzo di Baglioni ricorda la sua casa natale.

La madre era fiorentina, insegnante elementare prima e poi professoressa, mentre il padre, di origine genovese, era funzionario della Banca d'Italia. 

La famiglia nel 1911 si trasferì a Firenze, dove Leopoldo studiò al Liceo Ginnasio di Stato "Dante". Nel 1916 si iscrisse alla facoltà di giurisprudenza dell'Università di Pisa, ricevendone, dopo la morte, la laurea ad honorem.

Interventista convinto, frequentò a Caserta il corso per allievi ufficiali di complemento alla Scuola Militare. Nel marzo del 1917 divenne Sottotenente del 18º Reggimento Bersaglieri, e fu inviato sul Carso.

Partecipò alla decima battaglia dell'Isonzo che si svolse tra il 12 maggio e il 5 giugno 1917, combattendo contro le truppe austro-ungariche.

In questa battaglia morì, il 26 maggio 1917, per le ferite riportate in combattimento, a quota 214 del Carso, il fratello Demetrio, ufficiale del 2º reggimento granatieri.

Questa vicenda segnò profondamente la vita di Leopoldo: alla vigilia del primo anniversario della morte del fratello, scrisse alla madre «... Mamma, il Piave non lo passeranno a nessun costo», giurando di vendicare la morte del fratello.

Dopo il ripiegamento sulla linea del Piave, nel gennaio del 1918, chiese di far parte del 23º reparto d'assalto Arditi-Bersaglieri.

Scrisse ancora alla madre: «Pensa che vi è una tomba sul Carso e che questa tomba non è ancora stata fatta pagare» e «Questa mattina il nemico ha tentato di sfondarci... sono state cinque ore di fuoco tremendo e furibondo... ti devo confessare che mi sono raccomandato l'anima a Dio» .

Il 25 maggio «Mamma mia, domani è un anno, come celebrarlo meglio di così? Questa sera vado in linea d'azione... lui sarà con me, mi proteggerà, mi aiuterà. Voglio essere degno suo fratello e lo sarò. Vi scriverò subito appena tornato... baci, baci baci».

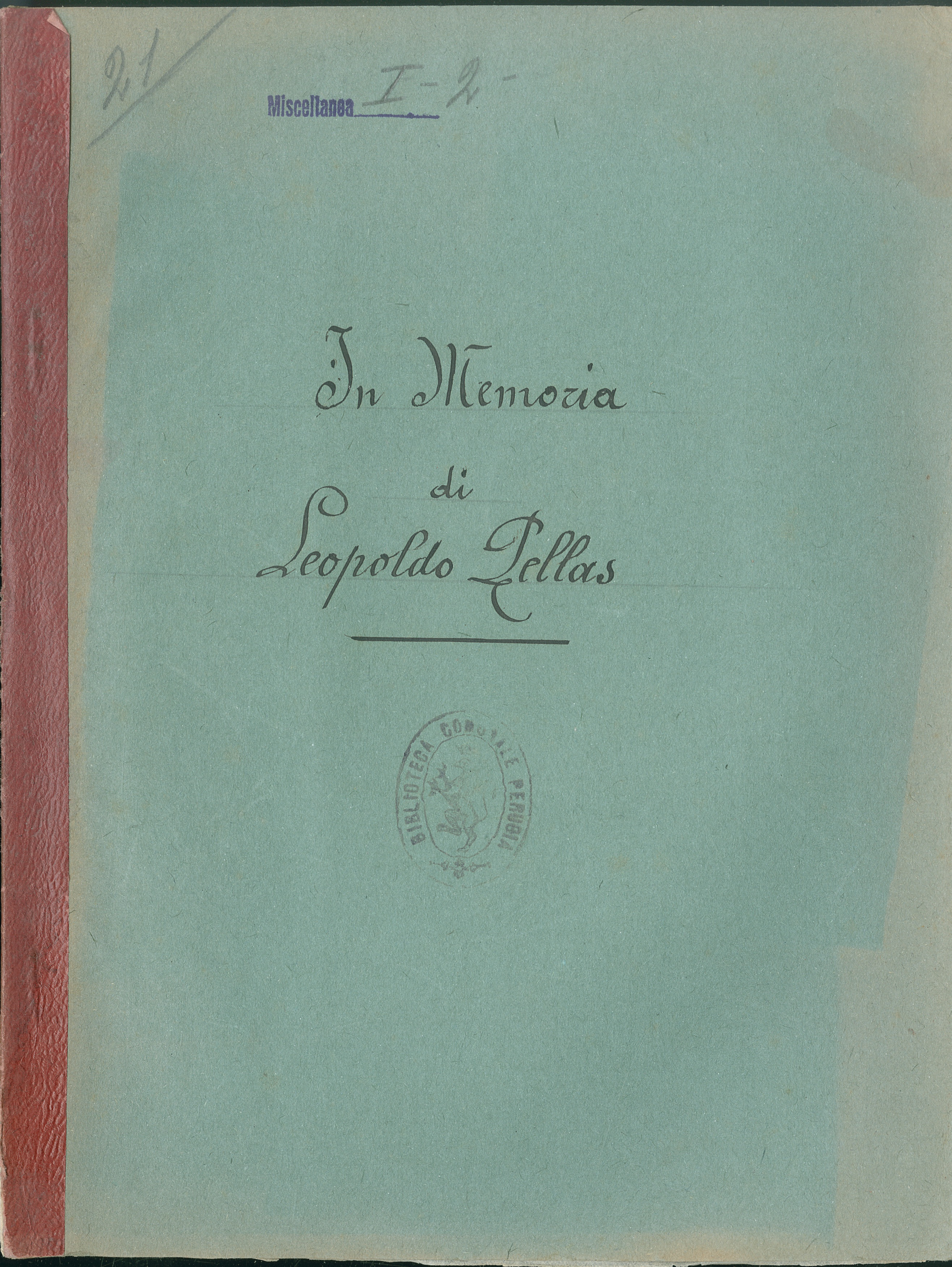
In memoria di Leopoldo Pellas, dattiloscritto, Biblioteca comunale Augusta, Perugia

## La morte in guerra

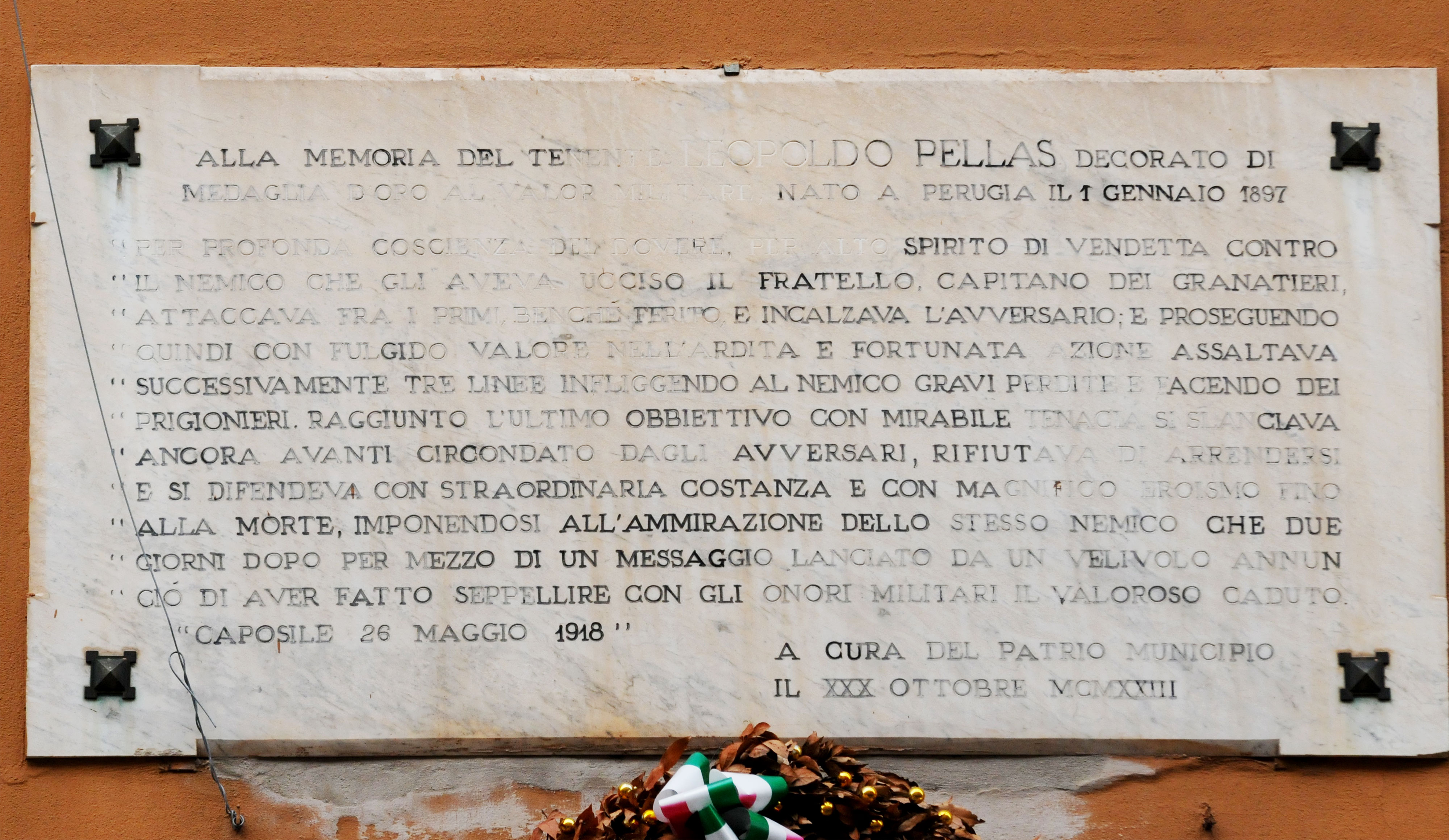
Lastra commemorativa a ricordo del Tenente Leopoldo Pellas, situata a Perugia, in Baglioni 25, presso la sua casa natale

La sera del 26 maggio, anniversario della morte del fratello, al comando del III plotone del XXIII reparto "Fiamme Cremisi" ricevette l'incarico di affrontare le trincee austriache, dislocate tra il Piave e il Canale del Consorzio.
Superò tre successivi ordini di trincee, fu ferito e tutta non si fermò, proseguendo con determinazione la sua azione contro le truppe austriache.
La sua morte avvenne «[...]in uno slancio senza sosta: invero, con una rincorsa forsennata, aveva conquistato tre trincee avversarie una dopo l'altra, né, benché ferito, per ciò s'era fermato, proseguendo ininterrotto da solo la sua corsa, incurante di distanza e di mitraglia, come volesse arrivare sino a Vienna: sinché, sfinito, alfine era crollato nelle remote retrovie d'un nemico costernato da un tale arrivo inaspettato».
Il nemico gli tributò la sepoltura con gli onori militari. Qualche giorno dopo un aereo austriaco, 
sorvolando sulle linee italiane con una bandiera bianca, lanciò il messaggio «l'aspirante ufficiale Pellas e tre dei suoi uomini [...] dopo aver rifiutato la resa, erano caduti in battaglia ed erano stati 
seppelliti con tutti gli onori militari».

Il Maggiore Allegretti, del 23º Battaglione d'Assalto "Fiamme Cremisi", il 10 giugno del 1918, così scrisse alla madre di Leopoldo Pellas «Per il suo eroismo, ho proposto Pellas per la Medaglia d'oro al Valor Militare con la seguente motivazione: Per l'odio contro l'austriaco, per vendicare il fratello ucciso, trascinato dal suo baldo entusiasmo, sorpassò le ultime linee nemiche e, circondato dall'avversario, piuttosto che arrendersi, si difese, immolando, contento della vendetta compiuta, l'esistenza sua alla Patria».

I successivi combattimenti di giugno e luglio 1918 distrussero il luogo della sepoltura e non fu più possibile identificare i resti mortali.

## Luoghi dedicati a Leopoldo Pellas
A sua memoria fu eretta una tomba monumento. Il cippo dedicato alla memoria dell'ardito bersagliere Leopoldo Pellas, nel novembre 2015 è stato ristrutturato a cura volontari dell'Associazione Nazionale Bersaglieri sezione di San Donà e della Federazione nazionale arditi d'Italia.
Il Cimitero Militare di Caposile è stato intitolato al giovane Leopoldo Pellas ed accoglie 1.849 salme di soldati..
Nella frazione di Caposile di Musile di Piave anche una scuola elementare venne intitolata al Tenente Leopoldo Pellas, così sempre a Leopoldo è inoltre dedicata la Fanfara dei Bersaglieri di Jesolo. Ai fratelli Pellas, è altresì intitolato il circolo Unuci (Unione Nazionale Ufficiali in Congedo) di Perugia, una via del comune di Perugia, in zona centrale, strada di collegamento fra il centro e la stazione, così come è stata intitolata in data 20 dicembre 2018 la scuola media di Olmo, una frazione del comune di Perugia.
Il 23 dicembre 2019 è stato pubblicato postumo il volume di Serena Innamorati dal titolo I Fratelli Pellas e la grande guerra, contenente il carteggio alla madre Elvira dal fronte di Demetrio e Leopoldo.